# Земледельческая газета
«Земледельческая газета» — русская газета. Издавалась в 1834—1905 и 1913—1917 гг. в Петербурге. Основные читатели — жители сельской местности (прежде всего, помещики и зажиточные крестьяне)

## История
Газета была основана по Высочайшему повелению, первый номер увидел свет 3 июля (15 июля) 1834 года. На страницах издания публиковались разнообразные материалы, в том числе о полеводстве, луговодстве, садоводстве,
лесоводстве, обзоры экономической и хозяйственной жизни России. Кроме того, больше внимание уделялось сельскохозяйственным выставкам, ценам на сельскохозяйственную продукцию, народной медицине и ветеринарии. 
Отдельно можно отметить раздел «Вопросы и ответы», в котором читатели могли получить комментарии от самых видных отечественных специалистов. На страницах «Земледельческой газеты» публиковались такие знаковые фигуры отечественной науки, как С. М. Богданов, Р. Г. Гейман, Н. И. Железнов, П. А. Костычев, П. Н. Кулешов, С. С. Куторга, Д. Ф. Запара и многие другие. 
К газете выходили многочисленные приложения, в том числе Литографические чертежи новых сельскохозяйственных машин и построек, брошюры-руководства по различным отраслям хозяйства (например, «Наставление о сушении фруктов»), с 1860 по 1862 выпускался «Сельский листок». К «Земледельческой газете» имеются указатели(по годам и полугодиям), которые существенно упрощают работу с изданием. В настоящий момент практически весь комплект газеты оцифрован Российской национальной библиотекой.

## Редакторы
- С. М. Усов (1834—1852);
- А. П. Заблоцкий-Десятовский (1853—1859);
- Сергей Павлович Щепкин (1860—1864);
- Ф. А. Баталин (1865—1895)
- А. Ф. Баталин (1895) ;
- А. Ф. Рудзкий (1897—1900);
- Ф. Э. Ромер (1901);
- Василий Александрович Кудашев (1902—1904);
- С. П. Урусов (1904 № 6-18)
- Петр Николаевич Измалков (с № 19 за 1904—1905);
- Андрей Калинникович Гвоздецкий (1913—1915);
- Виктор Петрович Христианович (с № 36 1915—1916)[1], № 35 и № 42 за 1915 за редактора подписал в печать Игнатий Игнатьевич Пересвет-Солтан; № 16 за 1916 в печать за редактора подписал Джабагиев Вассан-Гирей Ижиевич
- А. О. Фабрикант и В. П. Христианович (разновременно в 1916—1917);
- В. П. Христианович и В. Э. Брунст (1917)